# Muchtar Auezov
Muchtar Omarchanovič Auezov (kazašsky Muhtar Omarhanuly Áýezov, Мұхтар Омарханұлы Әуезов; 28. září 1897 — 27. června 1961 Moskva) byl kazachstánský a sovětský spisovatel.
Narodil se v kočovnické rodině na východě dnešního Kazachstánu. Absolvoval filologickou fakultu Leningradské univerzity (1928), doktorský titul získal na univerzitě v Taškentu. Po jeho smrti v roce 1961 po něm vláda Kazašské sovětské socialistické republiky pojmenovala Ústav literatury a umění Akademie věd.
Jeho nejslavnějšími díly jsou divadelní tragédie Abaj a romány Abaj a Abajova cesta, všechna tato díla jsou věnována osudům klasika kazašské literatury Abaje Kunanbajulyho, mj. přítele Muchtarova dědečka, jenž Muchtara vychovával. Muchtar byl též překladatelem, do kazaštiny převedl například Revizora Nikolaje Gogola nebo Shakespearovo Zkrocení zlé ženy.